# 希尔吉斯瓦尔德
希尔吉斯瓦尔德（德語：Schirgiswalde，發音：[ʃɪʁɡɪsˈvaldə] ⓘ，發音：[ˈʃɪʁaxɔf] ⓘ）是德国萨克森州包岑县曾经的一个市镇，面积8.48平方千米，人口为人。2011年1月1日，希尔吉斯瓦尔德与市镇基尔绍和克罗斯陶合并为新市镇希尔吉斯瓦尔德-基尔绍。